# Bay Parkway (stacja metra na West End Line)
Bay Parkway – stacja metra nowojorskiego, na linii D. Znajduje się w dzielnicy Brooklyn, w Nowym Jorku i zlokalizowana jest pomiędzy stacjami 20th Avenue i 25th Avenue. Została otwarta 29 grudnia 1916.